# 小多明戈·路森納里歐
小多明戈·路森納里歐（英語：Domingo Lucenario Jr.）（1960年9月3日—2015年5月8日），是一名前菲律賓共和國外交官。他從2013年4月24日起擔任駐巴基斯坦大使，於2015年5月8日在巴基斯坦吉爾吉特-巴爾蒂斯坦納爾塔山谷的MI-17直升機墜機事件中身亡。他曾以外交官的身份獲得三項殊榮。

## 教育背景
路森納里歐出生於菲律賓首都馬尼拉，他就讀於聖伯達法律學院修讀法律，並於1984年獲得法律學士學位。他還在同年通過了律師考試。他亦從奎松大學取得政治學學位，更以優異成績畢業於馬尼拉大學並取得法律碩士學位。他在德國柏林的德國國際培訓和發展協會獲得國際關係文憑，在聖道頓馬士大學攻讀民法學博士學位。

## 外交事蹟
路森納里歐從1986年開始在德國，澳大利亞和香港的領事館從事各種外交工作。 2009年8月，路森納里歐擔任菲律賓駐非洲國家的大使。這些國家包括肯尼亞，布隆迪，科摩羅，剛果共和國，剛果民主共和國，馬拉維，馬達加斯加，毛里求斯，盧旺達，塞舌爾，烏干達，索馬里和坦桑尼亞。期間他還是聯合國環境規劃署和聯合國人類住區規劃署的常駐代表。
2009年至2013年間，路森納里歐擔任菲律賓駐肯尼亞大使。2013年3月13日，他與南蘇丹共和國大使 Majok Guandong Thiep 在聯合國內羅畢辦事處簽署聯合公報，兩國於當天正式建交。
2013年4月24日，他開始擔任菲律賓駐巴基斯坦大使，直到2015年5月8日意外發生。

## 榮譽和獎勵
2008年，路森納里歐被賦予了最高級別的馬比尼獎和菲律賓的最高榮譽之一的拉坎杜拉勋章，後來更得到西凱土納勳章。
2009年，他被聖貝達法學院校友會認定為傑出校友。
為了表揚路森納里歐對促進西班牙和菲律賓兩國之間的關係的貢獻，西班牙政府向他頒發天主教伊莎貝拉騎士團勳章。

## 逝世
2015年5月8日，路森納里歐和挪威駐巴基斯坦大使雷夫·拉爾森等6人在巴基斯坦納爾塔山谷的直升機墜機事件中身亡。

## 家庭
路森納里歐有一名任職律師的妻子，他還有兩個女兒和一個兒子。